# Liste des autoroutes de la Roumanie
- In service: En service
- Under construction: En construction
- Planned motorway:Autoroute en projet
- Planned expressway: Voie rapide Prévue

Autoroutes de Roumanie (2019) :
- In service: En service
- Under construction: En construction
- Planned motorway:Autoroute en projet
- Planned expressway: Voie rapide Prévue

Jusqu'en 2007, le réseau autoroutier de Roumanie ne s'étendait que sur 110 km. Avec plusieurs centaines de kilomètres construits et mis en service depuis lors, les autoroutes roumaines ont connu un développement notable au cours de la dernière décennie. La Roumanie dispose aujourd'hui d'un réseau autoroutier de 1 253,87 km (décembre 2024).
Ce réseau d'autoroutes participe aux réseaux autoroutiers européens.
Les autoroutes roumaines sont les suivantes :
- Bucarest - Pitești - Sibiu - Timișoara - Arad - Nădlac : 581,04 km (472,08 km en service, 106,42 km en construction).
- Bucarest - Cernavodă - Constanța : 203 km (totalité en service)
- Bucarest - Brașov - Târgu Mureș - Cluj - Oradea - Borș : 603 km (203,44 km en service, 97,2 km en construction)
- Ovidiu - Portul Constanța (rocade de la ville de Constanța) : 60 km (22 km en service)
- Lugoj - Calafat : 260 km (11 km en service)
- Ploiești - Ukraine : 397.224 km (94.109 km en service)
- Sebeș - Turda : 70,1 km (totalité en service)
- Arad - Oradea : 3 km (3 km en service)

Autoroutes roumaines en projet :
- Contournement de Bucarest : 100,8 km (50.33 Km en service)
- Brașov - Giurgiu : 75 km
- Târgu Mureș - Iași : 306,7 km (54.312 Km en construction)
- Timișoara - Serbie : 73,3 km (69.16 Km en construction)
- Pitești - Craiova : 121 km (transformée en Route express, DEx12, 108.48Km en service)
- Sibiu - Bacau : 280 km (68.05 Km en construction)